# Hassi M'Hadi
Hassi M'Hadi este o comună din departamentul Timbedra, Regiunea Hodh Ech Chargui, Mauritania, cu o populație de 10.688 locuitori.